# Oostelijk kalkgraslanddikkopje
Het oostelijk kalkgraslanddikkopje (Spialia orbifer) is een vlinder uit de familie dikkopjes (Hesperiidae). De wetenschappelijke naam is voor het eerst geldig gepubliceerd in 1823 door Hübner.
De soort komt voor in Europa.